# North American Boxing Federation

Logo officiel de la NABF

La North American Boxing Federation (NABF) est une fédération de boxe anglaise représentant l'Amérique du Nord à la WBC.

## Histoire
Créée en 1968 sous la direction de Jim Deskin (commission du Nevada), José Sulaimán (Mexique) et assisté par Bob Turley (Californie), le premier combat pour une ceinture NABF est organisée le 6 décembre 1969 entre les poids lourds Sonny Liston et Leotis Martin. Le combat fut remporté par Martin par KO au 9e round mais fut également le dernier de sa carrière en raison d'un décollement de la rétine.